# Avoine (Indre-et-Loire)
Avoine település Franciaországban, Indre-et-Loire megyében. Lakosainak száma 1994 fő (2022. január 1.). Avoine Beaumont-en-Véron, La Chapelle-sur-Loire, Chouzé-sur-Loire, Huismes és Savigny-en-Véron községekkel határos.

## Népesség
A település népességének változása:
| Lakosok száma | 1212 | 1800 | 1664 | 1845 | 1778 | 1737 | 1743 | 1868 | 1933 | 1994 |
|               | 1968 | 1982 | 1990 | 2006 | 2013 | 2015 | 2017 | 2019 | 2020 | 2022 |